# Мери (Франция)
Мери́ (фр. Mairy) — коммуна во Франции, находится в регионе Шампань — Арденны. Департамент коммуны — Арденны. Входит в состав кантона Музон. Округ коммуны — Седан.
Код INSEE коммуны — 08267.
Коммуна расположена приблизительно в 220 км к северо-востоку от Парижа, в 95 км северо-восточнее Шалон-ан-Шампани, в 28 км к юго-востоку от Шарлевиль-Мезьера.

## Население
Население коммуны на 2008 год составляло 214 человек.
| 1962 | 1968 | 1975 | 1982 | 1990 | 1999 | 2008 |
| ---- | ---- | ---- | ---- | ---- | ---- | ---- |
| 124  | 128  | 135  | 135  | 140  | 141  | 214  |

## Экономика
В 2007 году среди 126 человек в трудоспособном возрасте (15—64 лет) 98 были экономически активными, 28 — неактивными (показатель активности — 77,8 %, в 1999 году было 69,3 %). Из 98 активных работали 88 человек (51 мужчина и 37 женщин), безработных было 10 (4 мужчины и 6 женщин). Среди 28 неактивных 10 человек были учениками или студентами, 5 — пенсионерами, 13 были неактивными по другим причинам.

## Достопримечательности
- Церковь Сен-Мартен
- Замок XVII века с тремя башнями XIII века